# 局哲平
局 哲平（つぼね てっぺい、1911年3月20日 - 2012年1月4日）は、日本の実業家。元井筒屋社長。元九州百貨店協会会長。

## 略歴
1911年生まれ。九州電気軌道（現 西日本鉄道）などに勤務。1970年から1984年まで井筒屋の社長。1984年から1988年まで会長を務めた。1971年から1989年までの間、北九州商工会議所副会頭も歴任した。1988年に勲三等瑞宝章を受章。2012年1月4日、肺炎のため死去。100歳没。
死後、邸宅が吉志学舎として整備され、一般に開放された。